# Monsholmen
Monsholmen est une île dans le landskap Sunnhordland du comté de Vestland. Elle appartient administrativement à Øygarden.

## Géographie
Rocheuse et désertique, à fleur d'eau, elle s'étend sur environ 127 m de longueur pour une largeur approximative de 40 m. Une grande partie de l'île est immergée.